# Петрова, Александра Геннадиевна
Алекса́ндра Генна́диевна Петро́ва (род. 30 апреля 1964, Ленинград) — русский поэт, прозаик, переводчица

.

## Биография и творчество
Окончила филологический факультет Тартуского университета. Занималась творчеством русского прозаика первой половины XX века Леонида Добычина. В 1993 году переехала в Иерусалим, где училась на факультете истории искусств Еврейского университета. С 1998 г. живёт в Риме.
Публикации в журналах «Звезда», «Континент», «Митин журнал», «Новое литературное обозрение», «Знамя», «Зеркало», «Иностранная литература», «Максимка», в антологиях «Строфы века», «Освобожденный Улисс» Архивная копия от 9 января 2017 на Wayback Machine, в «Добычинских сборниках», а также в зарубежных журналах и антологиях, представляющих современную русскую литературу. Участница многочисленных международных литературных фестивалей. Переводила итальянскую поэзию (Патриция Кавалли, Элио Пальярани) и философию («Грамматика множества: к анализу форм современной жизни» Паоло Вирно). Переводила с иврита («Разбить свина» Архивная копия от 2 февраля 2017 на Wayback Machine).
Стихи и проза переводились на итальянский, английский, китайский, португальский, словацкий, словенский, сербский языки и на иврит. В качестве премии белградского поэтического фестиваля Treći Trg в 2009 г. её книга стихов вышла на сербском языке.
Финалист Премии Андрея Белого 1999 г. (с циклом «Барышня и сарацин» и подборкой стихов 1999 г. Архивная копия от 18 мая 2017 на Wayback Machine) и 2008 г. (с книгой стихов «Только деревья»), премии «НОС» (2016, с романом «Аппендикс»). Длинный список Литературной премии имени А. Пятигорского (с романом «Аппендикс»).
Лауреат Премии Андрея Белого в номинации «Проза» (2016, за роман «Аппендикс»).
Перевела на русский язык стихи итальянских поэтов для антологии «Итальянская поэзия между XX и XXI веком», вышедшей в 2022 г.

## Книги
- Линия отрыва: [Стихотворения]. — СПб.: Митин журнал, 1994. — 42 c.
- Вид на жительство: [Стихотворения и эссе]. — М.: Новое литературное обозрение, 2000. — 156 c. — (Серия «Премия Андрея Белого»).
- Только деревья: Третья книга стихов. Архивная копия от 31 июля 2018 на Wayback Machine — М.: Новое литературное обозрение, 2008. — 62 с. — (Серия «Поэзия русской диаспоры»).
- Аппендикс: Роман Архивная копия от 31 июля 2018 на Wayback Machine. — М.: Новое литературное обозрение, 2016. — 832 с. — (Художественная серия).

### Издания на других языках
- Altri Fuochi, trad. P. Alessandrini. Milano: Crocetti editore, 2005.
- I pastori di Dolly. Operetta filosofica in 10 scene, trad. V. Parisi. Roma: Onyx, 2004.https://www.libreriauniversitaria.it/pastori-dolly-operetta-filosofica-10/libro/9788890103872
- Samo drveće, 2009. (Поэтический сборник на сербском языке в переводе Мирьяны Петрович, составивший содержание Премии Белградского фестиваля «Trceg Trg».) http://trecitrg.blogspot.com/2012/01/aleksandra-petrova-samo-drvece.html Архивная копия от 19 февраля 2017 на Wayback Machine

## Публикации в журналах
- Тексты Александры Петровой в «Журнальном зале»
- День сегодня. Стихи // Зеркало : литературно-художественный журнал (Тель-Авив). – 1996. –  № 1–2.
- Подросток Лимонов(а) [Рец. На кн.: Эдуард Лимонов. Мой отрицательный герой. Стихи 1976-1982 годов. Нью-Йорк -Париж. Москва, «Глагол», 1995.] // Зеркало : литературно-художественный журнал (Тель-Авив). – 1997. – № 5–6.
- Вулкан не загорится. Стихи // TextОnly – №33.
- Alexandra Petrova. Tr. Stephanie Sandler // Jacket. – 2008. – №36.
- Любимый Эрлик : [Памяти Владимира Эрля] // Этажи : литературно-художественный журнал. – 2020. – №4 (20).
- В незнакомом городе, как под водой: помнить всех [О фильмах коллектива Что делать] // Syg.ma – 2021. – 28 сентября. [Текст был написан в 2019 году как рецензия на выставку Come in Quickly, Otherwise I’m Afraid of My Happiness! Xenia at The Time of War. Chto Delat and Babi Badalov (The Gallery Apart, Rome, 2018)]
- Патриция Кавалли. Родина / Перевод с итальянского и предисловие Александры Петровой // Translit. – 2020. – №2.
- Alexandra Petrova. La poesia e la sconfitta // Leparoleelecose.it –  25.08.2022
- Новое имя представшего. Стихи. // Носорог: литературный журнал. – 2023. – №18.
- Alexandra Petrova. Un sentiero nella foresta della propria lingua, o Micromosaico dell’integrità // Lagedorivista.wordpress.com – 06.07.2023.

## Видео
- Alexandra Petrova // On the Map 2011. – Youtube. com – 16.05.2012. [Series of interviews with writers while they are in Iowa City, participating in the International Writing Program's fall residency.]
- Your Language — My Ear: Russian and American Poets at Close Quarters //  SOFHeyman.org – 01.04.2015. [A bilingual reading in Russian and English of poetry, with discussion to follow, by four leading Russian poets from points across the geography of the Russian-Speaking world, including Shamshad Abdullaev (Fergana, Uzbekistan), Keti Chukhrov (Moscow), Alexandra Petrova (Rome), and Alexander Skidan (St. Petersburg). The poets will be joined by poet/translators Julia Dasbach (Philadelphia), Kevin M. F. Platt (Philadelphia), Alexandra Tatarsky (New York; Philadelphia) and Matvei Yankelevich (New York).]
- Festival europeo di poesia ambientale // Festivalpoesiambientale.eu – 05.11.2021.
- "Parole in guerra" –  MicroMega 2/2023 // MicroMega. – Youtube.com –  23.03.2023.